# Nottjärnen (Jörns socken, Västerbotten)
Nottjärnen är en sjö i Skellefteå kommun i Västerbotten och ingår i Skellefteälvens huvudavrinningsområde.